# Julien Boyer
Julien Boyer (* 10. April 1998 in Perpignan) ist ein französischer Fußballspieler.

## Karriere
Boyer begann seine fußballerische Ausbildung 2004 beim CO Cabestany, ehe er 2007 zum FC Perpignan wechselte, welche später als FC Canet Roussillon antraten. Nach zwei kurzen Stationen beim AF Rodez und der AJ Auxerre, wechselte er im Sommer 2017 zurück zu Canet Roussillon. Dort spielte er 2017/18 16 Mal in der National 2 und traf dabei einmal. Nach nur einem Jahr bei seinem ehemaligen Jugendverein unterschrieb er beim Zweitligisten AS Béziers. Am 22. Februar 2019 (26. Spieltag) spielte er bei seinem Ligue-2-Debüt gegen LB Châteauroux über die vollen 90 Minuten. In der gesamten Saison kam er zur fünf Ligaeinsätzen. Im Sommer 2019 unterschrieb er bei der US Quevilly, die in der dritten Liga Frankreichs spielten. Dort spielte er fünf Ligaspiele, fiel danach jedoch aufgrund eines Wadenbeinbruches lange aus. Nach Ende der Saison kehrte er in die Ligue 2 zurück und unterschrieb bei Clermont Foot. Nach zwei Einsätzen im Zweitteam, wurde er bis Saisonende an den Drittligisten FC Bourg-Péronnas verliehen. Nach seiner Rückkehr kam er, nach dem Aufstieg seiner Mannschaft, bislang noch nicht zu seinem Debüt in der Ligue 1. Nachdem er dort zu keinem Einsatz mehr gekommen war, wurde er Ende Januar an den SC Bastia in die Ligue 2 verliehen.